# Оррик (Міссурі)
Оррик (англ. Orrick) — місто (англ. city) в США, в окрузі Рей штату Міссурі. Населення — 753 особи (2020).

## Географія
Оррик розташований за координатами 39°12′48″ пн. ш. 94°7′31″ зх. д. / 39.21333° пн. ш. 94.12528° зх. д. (39.213291, -94.125400).  За даними Бюро перепису населення США в 2010 році місто мало площу 3,46 км², уся площа — суходіл.

## Демографія
Згідно з переписом 2010 року, у місті мешкало 837 осіб у 319 домогосподарствах у складі 221 родини. Густота населення становила 242 особи/км².  Було 364 помешкання (105/км²).
Расовий склад населення:
| - 97,7 % — білих - 0,4 % — корінних американців - 0,2 % — чорних або афроамериканців - 0,1 % — азіатів |

До двох чи більше рас належало 1,3 %. Частка іспаномовних становила 2,3 % від усіх жителів.
За віковим діапазоном населення розподілялося таким чином: 30,8 % — особи молодші 18 років, 59,4 % — особи у віці 18—64 років, 9,8 % — особи у віці 65 років та старші. Медіана віку мешканця становила 35,2 року. На 100 осіб жіночої статі у місті припадало 91,1 чоловіків;  на 100 жінок у віці від 18 років та старших — 90,5 чоловіків також старших 18 років.
Середній дохід на одне домашнє господарство  становив 58 368 доларів США (медіана — 54 750), а середній дохід на одну сім'ю — 65 009 доларів (медіана — 62 500). Медіана доходів становила 50 368 доларів для чоловіків та 27 727 доларів для жінок. За межею бідності перебувало 6,9 % осіб, у тому числі 11,4 % дітей у віці до 18 років та 6,3 % осіб у віці 65 років та старших.
Цивільне працевлаштоване населення становило 405 осіб. Основні галузі зайнятості: виробництво — 21,0 %, освіта, охорона здоров'я та соціальна допомога — 19,0 %, роздрібна торгівля — 10,9 %, будівництво — 10,4 %.